# إستراموستين فوسفات
إستراموستين فوسفات Estramustine) phosphate) (EMP)،الذي يُباع تحت الإسم التجاريإمسيت (Emcyt )وغيرها، هو دواء يستخدم لعلاج سرطان البروستاتا.  على وجه التحديد عندما يكون المرض مقاومًا للهرمونات.  و يؤخذ عن طريق الفم ثلاث إلى أربع مرات في اليوم. 
تشمل الآثار الجانبية الشائعة لهذا العلاج على؛الإسهال و قصور القلب و انخفاض خلايا الدم الحمراء و تضخم الثدي و مشاكل الكبد و جلطات الدم و الغثيان.  قد تشمل الآثار الجانبية الأخرى على العجز الجنسي و ارتفاع ضغط الدم و الوذمة الوعائية. أما تناوله خلال فترة الحمل فقد يضر الجنين.  يتم تصنيعه عن طريق دمج استراديول مع خردل النيتروجين. 
قدم فوسفات استراموستين للاستخدام الطبي في أوائل السبعينيات.  و هو متوفر في الولايات المتحدة و كندا و المملكة المتحدة و أوروبا و دول أخرى.  في المملكة المتحدة، يكلف 100 قرص من 140 ملغ هيئة الخدمات الصحية الوطنية حوالي 170 جنيهًا إسترلينيًا اعتبارًا من عام 2021.  و يكلف هذا المقدار في الولايات المتحدة حوالي 1600 دولار أمريكي. 